# Rondorfite
La rondorfite è un minerale.